# Utrecht
Utrecht (nizozemsko: [ˈytrɛxt] ()) je četrto največje mesto in občina na Nizozemskem, glavno in najbolj naseljeno mesto province Utrecht. Nahaja se v vzhodnem kotu somestja Randstad, v samem središču celinske Nizozemske; konec leta 2021 je imel 361.966 prebivalcev.
V starodavnem mestnem jedru Utrechta so številne zgradbe, od katerih jih je več iz visokega srednjega veka. Od 8. stoletja je Utrecht versko središče Nizozemske, od  1853 sedež (edine nizozemske) rimskokatoliške nadškofije in metropolije. Bilo je najpomembnejše mesto na Nizozemskem do nizozemske zlate dobe, ko ga je presegel Amsterdam kot kulturno središče države in najbolj poseljeno mesto.
V Utrechtu je sedež Univerze Utrecht, največje univerze na Nizozemskem, ter več drugih visokošolskih ustanov. Zaradi svoje osrednje lege v državi je pomembno vozlišče za železniški in cestni promet; vsebuje najbolj obremenjeno železniško postajo na Nizozemskem, Utrecht Centraal. Ima drugo največje število kulturnih dogodkov na Nizozemskem, takoj za Amsterdamom. Leta 2012 je Lonely Planet uvrstil Utrecht med 10 najbolj prezrtih mest na svetu.

## Zgodovina

### Izvor (pred 650 n. št.)
Čeprav obstaja nekaj dokazov o zgodnejši naseljenosti v regiji Utrecht, ki sega v kameno dobo (približno 2200 pr. n. št.) in naselitev v bronasti dobi (približno 1800–800 pr. n. št.),  je datum ustanovitve mesta običajno povezan z gradnjo rimske utrdbe (castellum), verjetno zgrajene okoli leta 50 n. št.. Vrsta takšnih trdnjav je bila zgrajena po tem, ko se je rimski cesar Klavdij I. odločil, da se cesarstvo ne bi smelo širiti dlje proti severu. Za utrditev meje je bila zgrajena obrambna črta Limes Germanicus vzdolž glavnega kraka reke Ren, ki je takrat prečkala bolj severno pot (zdaj znano kot Kromme Rijn ) v primerjavi z današnjim tokom Rena. Te trdnjave so bile zasnovane za namestitev kohorte približno 500 rimskih vojakov. V bližini utrdbe so zrasla naselja, v katerih so živeli obrtniki, trgovci ter žene in otroci vojakov.
V rimskih časih je bilo ime trdnjave Utrecht preprosto Traiectum, kar je označevalo njeno lokacijo na možnem prehodu Rena. Traiectum je postal nizozemski Trecht; z dodanim U iz stare nizozemščine uut (dolvodno), da bi razlikovali U-trecht od Maas-trichta, na reki Meuse. V uradnih dokumentih iz 11. stoletja je bil latiniziran kot Ultra Traiectum. Okoli leta 200 so lesene zidove utrdbe zamenjali s trdnejšimi zidovi iz tufa, katerih ostanke še vedno najdemo pod stavbami okrog stolnice.
Od sredine 3. stoletja so germanska plemena redno vdirala na rimska ozemlja. Po približno letu 275 Rimljani niso mogli več vzdrževati severne meje in Utrecht je bil zapuščen. O obdobju od 270 do 650 je malo znanega. O Utrechtu se prvič spet govori nekaj stoletij po odhodu Rimljanov. Pod vplivom rastočih kraljestev Frankov so v času vladavine Dagoberta I. v 7. stoletju znotraj obzidja rimske trdnjave zgradili cerkev. V nenehnih mejnih spopadih s Frizijci je bila ta prva cerkev uničena.

### Središče krščanstva na Nizozemskem (650–1579)
Do sredine 7. stoletja so se angleški in irski misijonarji odločili spreobrniti Frizijce. Papež Sergij I. je njihovega voditelja, svetega Vilibrorda, imenoval za frizijskega škofa. Obdobje Vilibrorda se na splošno šteje za začetek knezo-škofije Utrecht. Leta 723 je frankovski voditelj Karel Martel podaril trdnjavo v Utrechtu in okoliško ozemlje kot osnovo škofije. Od takrat naprej je Utrecht postal eden najvplivnejših sedežev oblasti katoliške cerkve na Nizozemskem. Utrechtski škofje so imeli sedež na težavni severni meji Karolinškega cesarstva. Poleg tega je imelo mesto Utrecht konkurenco bližnjega trgovskega središča Dorestad. Po padcu Dorestada okoli leta 850 je Utrecht postal eno najpomembnejših mest na Nizozemskem. Pomen Utrechta kot središča krščanstva ponazarja izvolitev v Utrechtu rojenega Adriaana Florenszoona Boeyensa za papeža leta 1522 (zadnjega neitalijanskega papeža pred Janezom Pavlom II.).

#### Knezoškofje
Ko so frankovski vladarji vzpostavili sistem fevdalizma, so utrechtski škofje začeli izvajati posvetno oblast kot knezoškofje. Ozemlje škofije ni vključevalo samo sodobne province Utrecht (Nedersticht, 'spodnja knezoškofija'), ampak se je razširilo tudi proti severovzhodu. Fevdalni konflikt v srednjem veku je močno prizadel Utrecht. Knezoškofija je bila vpletena v skoraj nenehne konflikte s holandskimi grofi in vojvodami Gelders. Regijo Veluwe so zavzeli Geldersi, vendar so velika območja v sodobni provinci Overijssel ostala kot Oversticht, gornja knezoškofija.

#### Verski objekti
Znotraj ali blizu mesta Utrecht je bilo zgrajenih več cerkva in samostanov. Najbolj dominantna med njimi je stolnica svetega Martina, znotraj stare rimske trdnjave. Današnjo gotsko stavbo so začeli graditi leta 1254, potem ko je zgodnjo romansko stavbo močno prizadel požar. Kor in transept sta bila dokončana do leta 1320, nato pa jima je sledil ambiciozen stolp stolnice. Zadnji del, ki je bil zgrajen, je bila glavna ladja leta 1420. Do takrat pa se je doba velikih stolnic že končala in upadajoče finance so preprečile dokončanje ambicioznega projekta, gradnja glavne ladje pa je bila prekinjena, preden so lahko dokončali načrtovane ločne opornike. Poleg stolnice so bile v Utrechtu še štiri kolegialne cerkve: cerkev sv. Salvatorja (porušena v 16. stoletju), na trgu Dom, ki sega v začetek 8. stoletja. cerkev sv. Janeza (Janskerk), iz leta 1040; sv. Petra, gradnja se je začela leta 1039 in cerkev svete Marije, ki se je začela graditi okoli leta 1090 (porušena v začetku 19. stoletja, križni hodnik je ostal). Poleg teh cerkva je bilo v mestu opatija sv. Pavla, beginija sv. Nikolaja iz 15. stoletja in kapitelj tevtonskega viteškega reda iz 14. stoletja.
Poleg teh stavb, ki so pripadale škofiji, so bile v mestu zgrajene dodatne štiri župnijske cerkve: Jacobikerk (posvečena sv. Jakobu), ustanovljena v 11. stoletju, s sedanjo gotsko cerkvijo iz 14. stoletja; Buurkerk (soseska cerkev) župnije iz 11. stoletja v središču mesta; Nikolajeva cerkev (posvečena sv. Nikolaju) iz 12. stoletja, in Geertekerk iz 13. stoletja (posvečena sveti Gertrudi iz Nivelesa).

#### Mesto Utrecht
Zaradi lege na bregovih reke Ren je Utrecht postal pomembno trgovsko središče na severnem Nizozemskem. Rastočemu mestu je Henrik V. leta 1122 podelil mestne pravice. Ko se je glavni tok Rena premaknil proti jugu, je stara struga, ki je še tekla skozi srce mesta, postajala vse bolj kanalizirana; sistem pristanišča pa je bil zgrajen kot sistem mestnega pristanišča. Na pomolih so bili zgrajeni skladiščni objekti (werfkelders), na vrhu katerih je bila zgrajena glavna ulica s hišami. Pristanišča in kleti so dostopni s ploščadi na vodni gladini s stopnicami, ki so se spuščale z ulice in tvorile edinstveno strukturo. Odnosi med škofom, ki je nadzoroval številna ozemlja zunaj mesta in meščani Utrechta niso bili vedno enostavni. Škof je na primer zajezil Kromme Rijn pri kraju Wijk bij Duurstede, da bi zaščitil svoja posestva pred poplavami. To je ogrozilo ladijski promet za mesto in vodilo mesto Utrecht, da je naročilo prekop, da bi zagotovili dostop do mesta za ladijsko trgovino: Vaartse Rijn, ki povezuje Utrecht s Hollandse IJssel pri IJsselsteinu.

#### Konec neodvisnosti knezoškofije
Leta 1528 je škof izgubil posvetno oblast nad Neder- in Overstichtom — kar je vključevalo mesto Utrecht — ki je prišla v roke Karla V., cesarja Svetega rimskega cesarstva. Karel V. je združil sedemnajst provinc v personalno unijo. S tem se je končala knezoškofija Utrecht, saj je bila posvetna oblast zdaj gospostvo Utrecht, verska oblast pa je ostala v rokah škofa, čeprav je Karel V. pridobil pravico do imenovanja novih škofov. Leta 1559 je bila škofija v Utrechtu povišana v nadškofijo, da bi postala versko središče severne cerkvene province v sedemnajstih provincah.
Prehod iz neodvisnosti v razmeroma majhen del večje unije ni bil zlahka sprejet. Da bi zadušil upore, si je Karel V. prizadeval uveljaviti svojo oblast nad mestnimi meščani, ki so si prizadevali pridobiti določeno stopnjo neodvisnosti od škofov in je niso bili pripravljeni prepustiti svojemu novemu gospodarju. Močno utrjen grad Vredenburg je bil zgrajen za namestitev velike garnizije, katere glavna naloga je bila ohraniti nadzor nad mestom. Grad je zdržal manj kot 50 let, potem pa je bil porušen v uporu v zgodnjih fazah nizozemskega upora.

### Republika Nizozemska (1579–1806)
Leta 1579 je sedem severnih provinc podpisalo Utrechtsko unijo, v kateri so se odločile združiti moči proti španski oblasti. Utrechtska unija velja za začetek republike Nizozemske. Leta 1580 je nova in pretežno protestantska država odpravila škofije, vključno z nadškofijo v Utrechtu. Stadtholderji niso odobravali neodvisne usmeritve utrechtske buržoazije in so mesto postavili pod veliko bolj neposreden nadzor republike, pri čemer se je oblast preusmerila na svojo prevladujočo provinco Holandijo. To je bil začetek dolgega obdobja stagnacije trgovine in razvoja v Utrechtu. Utrecht je ostal netipično mesto v novi republiki, saj je bilo sredi 17. stoletja približno 40-odstotno katoliško, še bolj med elitnimi skupinami, ki so vključevale veliko podeželskega plemstva in plemstva s tamkajšnjimi mestnimi hišami.
Utrjeno mesto je leta 1672 začasno padlo pred Francoze (leto katastrofe), ko je bila francoska invazija ustavljena tik zahodno od Utrechta pri staroholandski vodni liniji. Leta 1674, le dve leti po odhodu Francozov, je središče Utrechta prizadel tornado. Zaustavitev gradnje cerkve pred izgradnjo ločnih opornikov v 15. stoletju se je zdaj izkazalo kot odločitev za opustitev gradnje stolnice sv. Martina, osrednjega dela cerkve, ki se je zrušil. To je ustvarilo sedanji trg Dom med stolpom in korom. Leta 1713 je Utrecht gostil eno prvih mednarodnih mirovnih pogajanj, ko se je z Utrechtsko pogodbo končala španska nasledstvena vojna. Od leta 1723 je Utrecht postal središče nerimskokatoliških cerkva na svetu.

### Moderna zgodovina (1815–danes)
V začetku 19. stoletja je vloga Utrechta kot utrjenega mesta postala zastarela. Utrdbe Nieuwe Hollandse Waterlinie so bile premaknjene vzhodno od Utrechta. Mestno obzidje bi lahko zdaj porušili, da bi omogočili širitev. Jarki so ostali nedotaknjeni in so predstavljali pomembno značilnost Zocher plantsoena, krajinskega parka v angleškem slogu, ki je še danes večinoma nedotaknjen. Rast mesta se je povečala, ko so leta 1843 dobili železnico, ki je Utrecht povezala z Amsterdamom. Po tem je Utrecht postopoma postal glavno vozlišče nizozemskega železniškega omrežja. Ko se je industrijska revolucija na Nizozemskem končno pospešila in so bila obzidja porušena, je Utrecht začel rasti daleč preko svojega srednjeveškega središča. Ko je nizozemska vlada leta 1853 dovolila, da je Rim ponovno vzpostavil škofijo v Utrechtu, je ta ponovno postal središče nizozemskega katolicizma. Od leta 1880 naprej so se razvile soseske, kot so Oudwijk, Wittevrouwen, Vogelenbuurt na vzhodu in Lombok na zahodu. Nova stanovanjska območja srednjega razreda, kot sta Tuindorp in Oog v Alu, so bila zgrajena v 1920-ih in 1930-ih. V tem obdobju je bilo zgrajenih več hiš in poslovnih stavb v Jugendstilu, sledil je Rietveld, ki je zgradil hišo Rietvelda Schröderja (1924), in Dudokova gradnja mestnega gledališča (1941).
Med drugo svetovno vojno so Utrecht držale nemške sile do splošne nemške predaje Nizozemske 5. maja 1945. Britanske in kanadske enote, ki so obkolile mesto, so vanj vstopile po predaji, 7. maja 1945. Po koncu druge svetovne vojne je mesto močno naraslo, ko so nastale nove soseske, kot so Overvecht, Kanaleneiland, Hoograven in Lunetten sta bila zgrajena. Okoli leta 2000 se je stanovanjsko območje Leidsche Rijn razvilo kot razširitev mesta proti zahodu.

## Geografija

### Podnebje
V Utrechtu vlada zmerno oceansko podnebje (Köppen: Cfb), podobno kot vsa Nizozemska.

## Prebivalstvo

### Demografija
Predloga:Zgodovinski pregled prebivalstvaMesto Utrecht je imelo leta 2021 359.355 prebivalcev. Je rastoča občina in napovedi so, da bo do leta 2025 število prebivalcev preseglo 392.000.
Utrecht ima mlado prebivalstvo, saj je veliko prebivalcev v starostni kategoriji od 20 do 30 leta, zaradi prisotnosti velike univerze. Približno 52 % prebivalstva je žensk, 48 % moških. Večina gospodinjstev (52,5 %) v Utrechtu je enočlanskih. Približno 29 % ljudi, ki živijo v Utrechtu, je poročenih ali imajo drugo zakonsko zvezo. Približno 3 % prebivalcev Utrechta je ločenih.
Za 63,6 % prebivalcev Utrechta sta bila oba starša rojena na Nizozemskem. Približno 12,1 % prebivalstva sestavljajo ljudje z nedavnim migracijskim ozadjem iz zahodnih držav, medtem ko ima 24,3 % prebivalstva vsaj enega starša 'nezahodnega porekla' (8,8 % iz Maroka, 4 % Turčija, 3 % Surinam in nizozemski Karibi ter 8,6 % drugih držav). Nekatera mestna okrožja imajo razmeroma visok odstotek prvotnih ljudi z migracijskim ozadjem, tj. Kanaleneiland (83 %) in Overvecht (60 %). Tako kot Rotterdam, Amsterdam, Haag in druga velika nizozemska mesta se tudi Utrecht sooča z nekaterimi socialno-ekonomskimi težavami. Približno 38 % njenega prebivalstva bodisi zasluži minimalni dohodek bodisi je odvisnih od socialne pomoči (17 % vseh gospodinjstev). Okrožja, kot so Kanaleneiland, Overvecht in Hoograven, so sestavljena predvsem iz visokih stanovanjskih zgradb in so znana po relativno visoki stopnji revščine in kriminala. 

### Vera
Utrecht je versko središče Nizozemske od 8. stoletja. Trenutno je sedež nadškofa metropolita v Utrechtu, najvišjega nizozemskega rimskokatoliškega voditelja.  Njegova cerkvena provinca obsega celotno kraljestvo.
Utrecht je tudi sedež nadškofa Starokatoliške cerkve, naslovnega vodje Utrechtske unije in lokacija uradov Protestantske cerkve na Nizozemskem, glavne nizozemske protestantske cerkve.
Od leta 2013 je največja vera krščanstvo z 28 % prebivalstva kristjanov, sledi mu islam z 9,9 % leta 2016 in hinduizem z 0,8 %.

## Mestna pokrajina
- Panorama
- Oudegracht ('stari kanal') v središču Utrechta
- Oudegracht v 1890-ih
- Pogled na Oudegracht s stolpa stolnice
- Pogled iz zraka na Utrecht s stolpa stolnice
- De Inktpot z lažnim NLP-jem
- Pogled na kampus Science Park Univerze v Utrechtu. Stavba v središču je knjižnica.

## Gospodarstvo
Proizvodna industrija predstavlja majhen del gospodarstva Utrechta. Gospodarstvo Utrechta je v veliki meri odvisno od več velikih institucij v mestu. Je središče nizozemskega železniškega omrežja in lokacija glavnega urada Nederlandse Spoorwegen. ProRail ima sedež v De Inktpot (Črnilnik), največja opečnata stavba na Nizozemskem  (»NLP« na njeni fasadi izhaja iz umetniškega programa leta 2000). Rabobank, velika banka, ima sedež v Utrechtu.

## Izobraževanje
Utrecht gosti več velikih visokošolskih ustanov. Najvidnejša med njimi je univerza Utrecht (ocena 1636), največja nizozemska univerza s 30.449 študenti. Univerza ima delno sedež v središču mesta in na območju kampusa Uithof, vzhodno od mesta. Glede na univerzitetno lestvico šanghajske univerze Jiaotong v letu 2014 je to 57. najboljša univerza na svetu. V Utrechtu je tudi precej manjša Univerza za humanistične študije, ki gosti približno 400 študentov.
Utrecht je dom ene od lokacij TIAS School for Business and Society, ki se osredotoča na izobraževanje po izkušnjah na področju managementa in je največja šola managementa te vrste na Nizozemskem. Leta 2008 je bil njen program Executive MBA ocenjen kot 24. najboljši program na svetu s strani Financial Timesa.
Utrecht je tudi dom dveh drugih velikih visokošolskih ustanov: strokovne univerze Hogeschool Utrecht (37.000 študentov), z lokacijami v mestu in kampusu Uithof; in HKU Utrecht School of Arts (3000 študentov).

## Kultura
Leta 2017 je bil Utrecht imenovan za UNESCO mesto literature.

### Šport
Utrecht je dom prvoligaškega (profesionalnega) nogometnega kluba FC Utrecht, ki igra na stadionu Nieuw Galgenwaard. Je tudi dom Kamponga, največjega (amaterskega) športnega kluba na Nizozemskem (4500 članov), SV Kampong. Kampong ponuja hokej na travi, nogomet, kriket, tenis, skvoš in balinanje. Kampongova najboljša moška in ženska hokejska ekipa igra v najvišji nizozemski hokejski ligi, Rabohoofdklasse. Utrecht je tudi dom bejzbolskega in softbolskega kluba UVV, ki igra v najvišji nizozemski bejzbolski ligi: de Hoofdklasse. Vodne poti Utrechta uporablja več veslaških klubov. Viking je velik klub, odprt za širšo javnost, študentska kluba Orca in Triton pa vsako leto tekmujeta na Univerzi.

### Muzeji
- Kip Miffy na Nijntjepleintje v Utrechtu
- Hiša Rietveld Schröder iz leta 1924
- Kariatide pri Winkel van Sinkel
- Duitse Huis aprila 1982
- Rojstni kraj papeža Hadrijana VI.